# Sant Serni (antic municipi)
| \| ← \| 1812 — 1970 \| → \|                   |                             |   |
| Escut d'armes                                 |                             |   |
| Sant Serni dins de Gavet de la Conca          |                             |   |
| Període històric                              | Edat Contemporània          |   |
| • Creació del municipi (Constitució de Cadis) | 1812                        |   |
| • Annexió de Gavet i Fontsagrada              | Segona meitat del segle xix |   |
| • Annexió a Gavet de la Conca                 | 1970                        |   |
| Altitud                                       | 603 m                       |   |
| Superfície                                    |                             |   |
| • 1970                                        | 15,64 km2                   |   |
| Població                                      |                             |   |
| • 2006                                        | 106                         |   |
| ←                                             | 1812 — 1970                 | → |

Sant Serni fou un municipi del Pallars Jussà, fou agrupat el 1970 amb els també aleshores municipis d'Aransís i Sant Salvador de Toló per tal de formar el nou terme municipal de Gavet de la Conca. La major part d'aquest antic terme pertany geogràficament a la Conca Deçà, o de Tremp. Contribuí amb 15,64 km² al nou terme municipal, que en total en té 90,83.

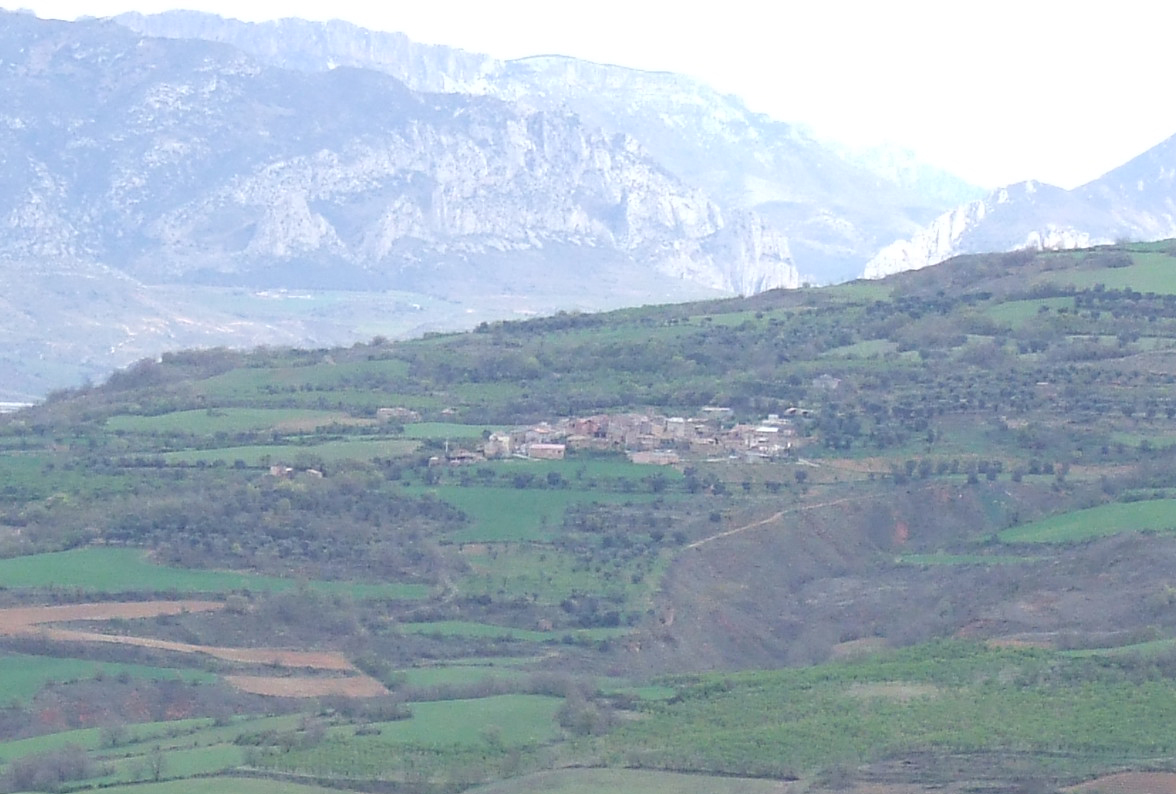
El poble de Sant Serni i bona part del territori del seu antic municipi

Formaven aquest municipi els pobles de Sant Serni, cap de districte municipal, Fontsagrada, Gavet, la caseria de Terrassa i el Mas del Coll. Completava el municipi el santuari de la Mare de Déu del Pont d'Orís, actualment desaparegut per mor de les construccions auxiliars del Pantà dels Terradets.
De tota manera, el 1812, amb l'aplicació de la normativa derivada de la Constitució de Cadis, s'havien format alhora els ajuntaments de Sant Cerni i de Gabet y Fontsagrada, que es van agrupar en el de Sant Serni en un moment encara sense determinar de la segona meitat del segle xix.
En la proposta derivada de l'informe popularment denominat Informe Roca, la part de l'antic terme de Sant Serni, que comprèn els pobles de Fontsagrada, Gavet i Sant Serni havia de passar a integrar el terme municipal de Tremp, desapareixent el de Gavet de la Conca. La resta de municipi quedava també distribuïda entre altres municipis: Aransís i tot l'antic terme de Sant Salvador de Toló passava a integrar el terme d'Isona i Conca Dellà, el qual, però, havia de passar a denominar-se Isona i Conca d'Orcau, juntament amb els Obacs de Llimiana, i la Vall de Barcedana, amb Sant Cristòfol de la Vall, Sant Martí de Barcedana i Sant Miquel de la Vall havien d'entrar a formar part d'un municipi de nova creació: el de Montsec, juntament amb Castell de Mur, Llimiana i Sant Esteve de la Sarga.

## Etimologia
Sant Serni és la forma popular, comuna almenys a tota la zona pirinenca i prepirinenca, de Sant Sadurní, que és el patró de la parròquia d'aquest poble. Així doncs, és el sant mateix qui dona nom al poble.

## Geografia

### Perímetre de l'antic terme
L'antic terme de Sant Serni està clarament decantat cap a Tremp, i forma part de la seva conca. Pel costat de ponent, arriba fins a les aigües de la Noguera Pallaresa, a la cua del Pantà dels Terradets, una mica al sud de la Central hidroelèctrica de Reculada, al lloc anomenat los Caus, a 371 m. alt. Des d'aquí, el termenal, en aquest moment amb Castell de Mur, davant mateix del Castell de Guàrdia de Tremp, remunta la Noguera Pallaresa cap al nord fins a trobar el riu de Gavet. Just una mica abans de trobar aquest afluent, s'ha acabat el termenat amb Castell de Mur, i ha començat el de Talarn, que coincideix molt poc tros amb el de Gavet de la Conca (i antic de Sant Serni).

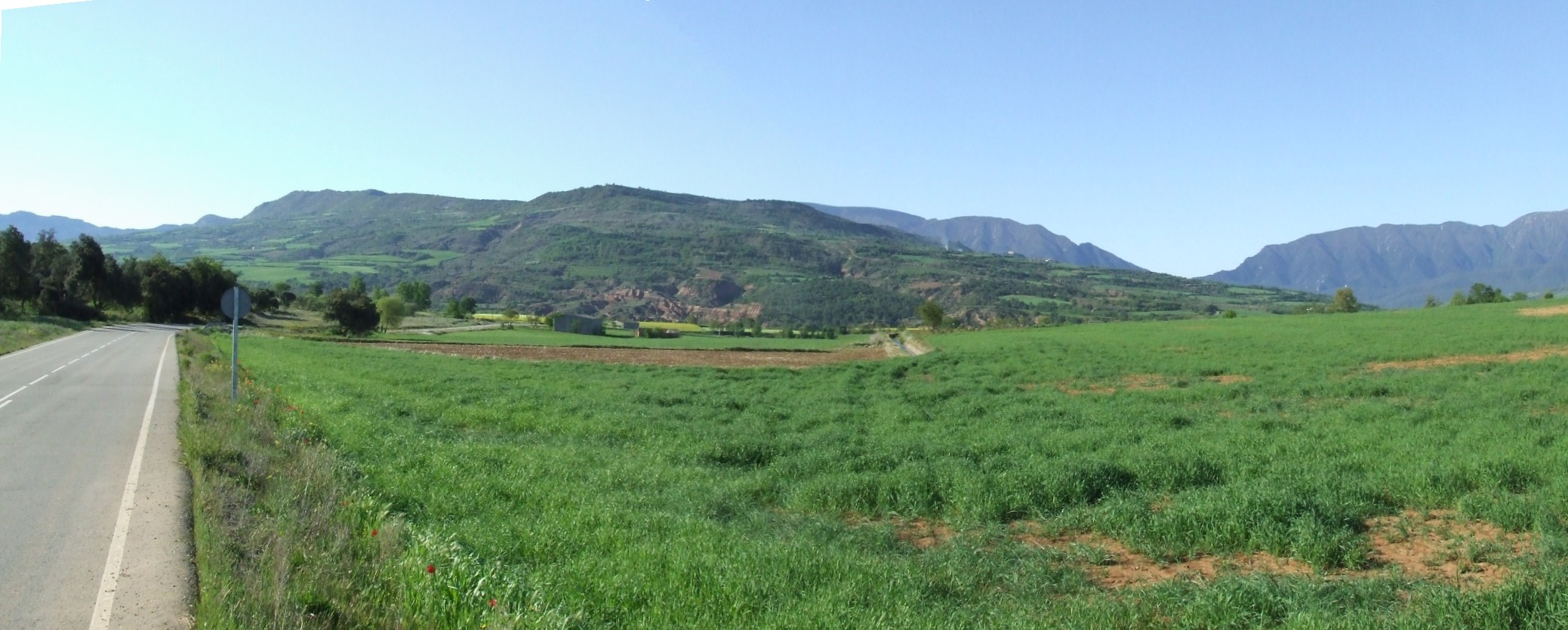
L'antic terme de Sant Serni, pel costat septentrional

#### Límit amb l'antic terme de Vilamitjana (Tremp)
El termenal amb Tremp comença just en el riu de Gavet (aigües amunt, anomenat riu de Conques), a 386 m. alt. Es tracta de l'antic terme de Vilamitjana, agregat a Tremp el 1972. La línia de terme, doncs, segueix la llera del riu cap a llevant fins a arribar a les mateixes envistes de Gavet, prop de Cal Seno, on trenca cap al nord sense seguir cap accident orogràfic. Al cap de 855 m., el termenal emprèn la direcció nord-est, adreçant-se cap a lo Tossal, de 512 m. alt., al cim del qual no acaba d'arribar: es queda lleugerament per sota, al sud del capdamunt del tossal.
De lo Tossal, el termenal va cap a la Mola, de 486 m. alt. i al Serrat de l'Aspre, de 491, passant per les Collades. La direcció que segueix és sempre cap a llevant, lleugerament inclinada cap al nord. En la mateixa direcció, des del Serrat de l'Aspre, la línia de terme arriba a tocar de la Casa de l'Agustinet, ran mateix de la carretera C-1412b. En aquest punt s'acaba l'antic terme de Vilamitjana i comença el de Suterranya, avui dia tots dos pertanyents a Tremp.

#### Límit amb l'antic terme de Suterranya (Tremp)
En aquest punt trenca cap al sud-oest, fent una mena de quatre que inclou la Cabana del Calent i la del Música, i n'exclou la de Miró i de Baltasar, que queden en terres de Suterranya. Encara de forma arbitrària, el termenal segueix sempre cap al sud-est, en línia recta, i travessa el riu d'Abella, per trobar al cap de ben poc altre cop el riu de Conques. Abans, però, el termenal troba la carretera L-912, moment en el qual s'acaba el termenal amb Suterranya i Tremp, i comença el límit amb Isona i Conca Dellà, en el seu antic terme de Figuerola d'Orcau.

#### Límit amb l'antic terme de Figuerola d'Orcau (Isona i Conca Dellà)
Al cap de poc de seguir el termenal la llera del riu de Conques, l'antic terme de Sant Serni se'n separava per tal d'emprendre la direcció sud-oest.

#### Límit amb l'antic terme d'Aransís (Gavet de la Conca)
En aquest lloc començava l'antic termenal amb Aransís, ara inexistent en ser tots dos antics termes units en el de Gavet de la Conca. Seguia aigües amunt la Llau de Font Gotellera, per a enfilar-se de seguida a una carena de ponent d'aquest barranc, i pujar fins a 875 m. alt., en un turó on conflueixen els serrats del Negre i del Magre, a l'extrem nord-est del Serrat de Guamis. Des d'aquest lloc, seguia la capçalera del barranc del Vedat i de la Llau de la Trencada, fins que, al lloc anomenat lo Pla, al capdamunt de la darrera llau esmentada, troba el terme de Llimiana, on el termenal trenca cap a ponent.

#### Límit amb el terme de Llimiana
La Llau de la Trencada és el límit entre Gavet de la Conca (antigament, Sant Serni) i Llimiana, fins que arriba a Casa del Julià, sota el Cinglo de les Solanes. En aquest lloc, canvia la direcció cap al nord-oest per seguir una línia bastant recta, sense seguir cap accident orogràfic, ja fins a anar a trobar la Noguera Pallaresa on hem començat aquesta descripció.
L'interior d'aquest antic terme és un pla inclinat que fa tot un arc de ponent a nord-est, i inclou tot de valls de barrancs i llaus, unes decantades cap al riu de Conques, d'altres cap a la Noguera Pallaresa. No hi ha cap elevació destacada, ja que totes són en la línia que marcava el termenal de Sant Serni.

### Nuclis de població
| Entitat de població | Habitants (2006) |
| ------------------- | ---------------- |
| Fontsagrada         | 36               |
| Gavet               | 45               |
| Sant Serni          | 33               |
| Font: Idescat       |                  |

Són tres pobles, com ja ha quedat apuntat: Sant Serni, antic cap de districte municipal, Gavet, que ha passat de ser un poble secundari de Sant Serni a cap del nou municipi de Gavet de la Conca, i Fontsagrada.
A més, cal comptar la caseria de Terrassa, actualment despoblada i abandonada, i diverses masies, entre les quals destaca el Mas de Coll. Podem esmentar, a més, la Central Elèctrica de Reculada, on hi havia hagut l'ermita romànica del Pont d'Orís, desapareguda.
| El poble de Fontsagrada | El poble de Gavet |
| El poble de Fontsagrada | El poble de Gavet |

## Història

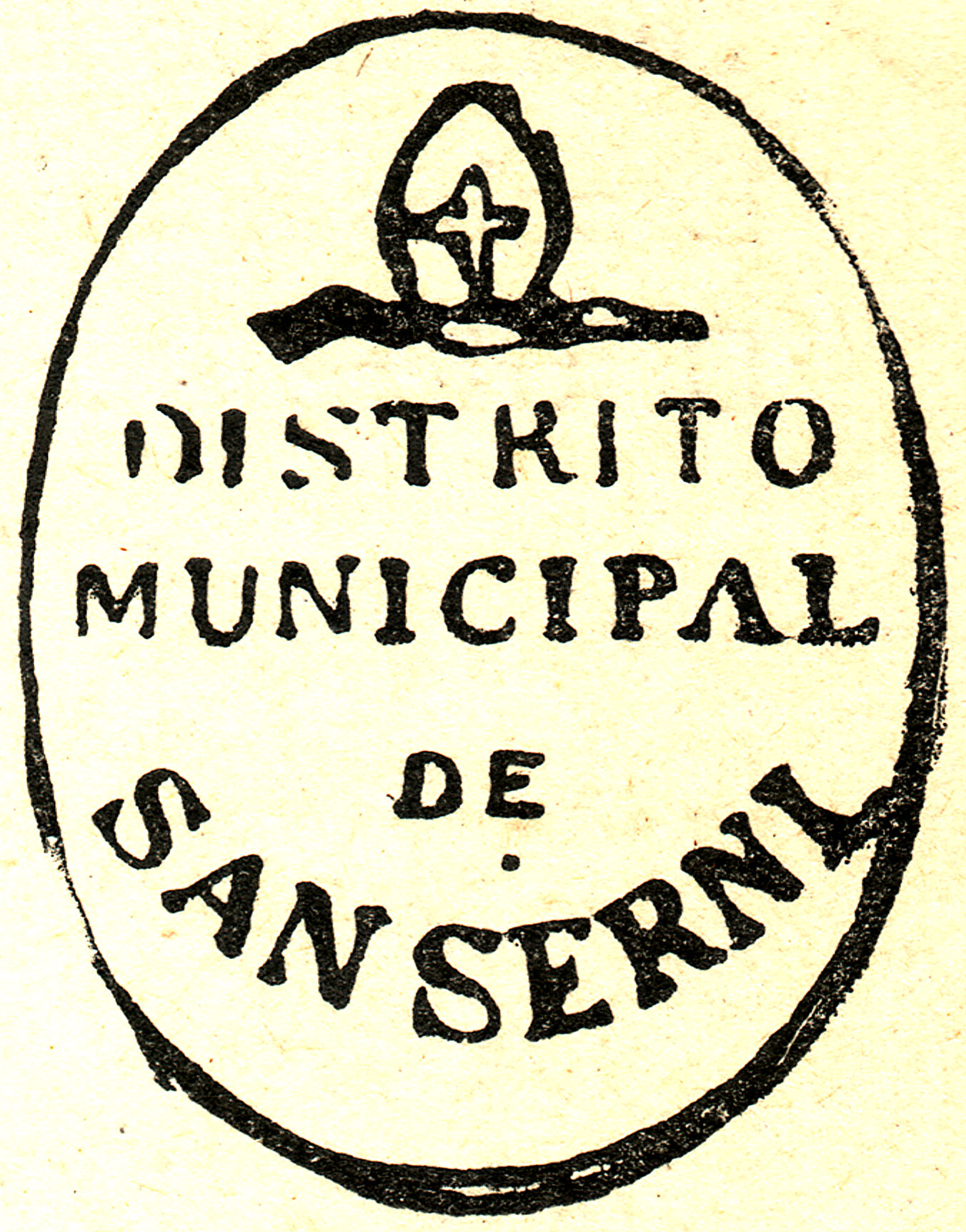
Escut municipal de Sant Serni, vers el 1900

Sant Serni, situat a redós del Serrat de la Pleta i ran del barranc de Sant Serni, és actualment un poble de 33 habitants situat a 667 m. alt. El 1981 hi ha censats 48 habitants, però mai no ha estat un poble gaire més gran. Havia estat lloc reial, i al segle xix, en el moment de l'extinció dels senyorius, pertanyia al Marquès de Llo.
A la “Geografia” de Francesc Carreras Candi, redactada cap al 1900, Sant Serni hi consta amb 77 edificis i 143 habitants. El 1359 tenia 8 focs (uns 40 habitants), dins de la Vegueria de Pallars.
Tot i la migradesa de la població, fou cap de districte municipal fins al 1970, quan va ser annexat a Gavet de la Conca.

### L'antic ajuntament de Sant Serni
L'alcaldia de Sant Serni fou exercida, al llarg dels anys, per les persones següents:
- Bonaventura Socoró (1898)
- Bonaventura Cercós (1899)
- Francesc Ramoneda (1910)

## Activitat econòmica
Sant Serni consta com una població on, el 1845, es produïa blat, civada, sègol, oli i vi, a més de patates, hortalisses i llegums. També s'hi feia seda i llana de bona qualitat, costum d'anar a vendre a mercats, i estava en activitat un molí d'oli.

## Serveis turístics
En l'actualitat només a Sant Martí de Barcedana, es troben dues cases d'allotjament rural, una d'elles amb restaurant. Ara bé, tant Llimiana com Vilamitjana i Tremp, que sí que disposen de serveis turístics, són molt propers.

## Comunicacions
Sant Serni està comunicada amb la C-1412b prop de Vilamitjana per la carretera LV-9123 (C1412b, a Tremp - Sant Serni), que en 7 quilòmetres mena a Sant Serni passant abans per Fontsagrada i Gavet.
A part d'aquesta carretera, algunes pistes rurals no sempre en bon estat relliguen Sant Serni amb Aransís i amb els Masos de Llimiana.
No hi ha cap mena de transport públic, a Sant Serni. Només el transport escolar, per dur els nois i noies a l'escola a Tremp, organitzat pel Consell Escolar del Pallars Jussà.